# Tillandsia makoyana
Tillandsia makoyana är en gräsväxtart som beskrevs av John Gilbert Baker. Tillandsia makoyana ingår i släktet Tillandsia och familjen Bromeliaceae. Inga underarter finns listade i Catalogue of Life.